# فيرخنيايا إنتا (كومي)
فيرخنيايا إنتا (بالروسية: Верхняя Инта) هي مدينة في جمهورية كومي في روسيا.
يبلغ عدد سكانها حوالي 2106   نسمة.